# Vasile Koșelev
Vasile Koșelev (în rusă Василий Илларионович Кошелев; n. 12 ianuarie 1972, Chișinău) este un fotbalist din Republica Moldova, care a jucat pe postul de portar.
Între anii 1992–1999 Vasile Koșelev a jucat 23 de meciuri pentru echipa națională de fotbal a Republicii Moldova.
După încheierea carierei de fotbalist, a activat în calitate de antrenor de portari la mai multe echipe, printre care și Dacia Chișinău. Din ianuarie 2012 până în septembrie 2014 a fost antrenorul de portari al selecționatei Moldovei. Fiul său, Alexei Koșelev, a devenit fotbalist profesionist și a jucat de asemenea, pe postul de portar la echipa națională de fotbal a Moldovei și naționala de tineret a Moldovei.